# AIPL1
AIPL1 (англ. Aryl hydrocarbon receptor interacting protein like 1) – білок, який кодується однойменним геном, розташованим у людей на короткому плечі 17-ї хромосоми. Довжина поліпептидного ланцюга білка становить 384 амінокислот, а молекулярна маса — 43 903.
| 10         |  | 20         |  | 30         |  | 40         |  | 50         |
| ---------- |  | ---------- |  | ---------- |  | ---------- |  | ---------- |
| MDAALLLNVE |  | GVKKTILHGG |  | TGELPNFITG |  | SRVIFHFRTM |  | KCDEERTVID |
| DSRQVGQPMH |  | IIIGNMFKLE |  | VWEILLTSMR |  | VHEVAEFWCD |  | TIHTGVYPIL |
| SRSLRQMAQG |  | KDPTEWHVHT |  | CGLANMFAYH |  | TLGYEDLDEL |  | QKEPQPLVFV |
| IELLQVDAPS |  | DYQRETWNLS |  | NHEKMKAVPV |  | LHGEGNRLFK |  | LGRYEEASSK |
| YQEAIICLRN |  | LQTKEKPWEV |  | QWLKLEKMIN |  | TLILNYCQCL |  | LKKEEYYEVL |
| EHTSDILRHH |  | PGIVKAYYVR |  | ARAHAEVWNE |  | AEAKADLQKV |  | LELEPSMQKA |
| VRRELRLLEN |  | RMAEKQEEER |  | LRCRNMLSQG |  | ATQPPAEPPT |  | EPPAQSSTEP |
| PAEPPTAPSA |  | ELSAGPPAEP |  | ATEPPPSPGH |  | SLQH       |  |            |

A: Аланін

C: Цистеїн

D: Аспарагінова кислота

E: Глутамінова кислота

F: Фенілаланін

G: Гліцин

H: Гістидин

I: Ізолейцин

K: Лізин

L: Лейцин

M: Метіонін

N: Аспарагін

P: Пролін

Q: Глутамін

R: Аргінін

S: Серин

T: Треонін

V: Валін

W: Триптофан

Задіяний у такому біологічному процесі, як альтернативний сплайсинг. 
Локалізований у цитоплазмі, ядрі.